# Marie Steiner
Pour les articles homonymes, voir Steiner.
Maria Iakolevna von Sivers (1867-1948), actrice de formation, fut la principale collaboratrice de Rudolf Steiner et ensuite sa seconde épouse en 1914. 
Elle joua un rôle déterminant dans le développement de la section allemande de la Société théosophique d'abord et ensuite de la Société anthroposophique.

## Biographie

### Enfance et origine
Marie von Sivers est née le 14 mars 1867 à Wloclawek en Pologne. La Pologne faisait alors partie de l'Empire russe. Son père, Jakob von Sivers, d'origine germano-balte, général de division dans l'armée impériale russe, était en poste dans cette ville. Sa mère Caroline Baum (1834-1912) était née à Arkhangelsk, mais ses parents étaient des émigrés allemands originaires de Neuwied en Rhénanie. Marie de Sivers eut trois frères et une sœur. Sa sœur Olga fit partie presque dès le début du mouvement théosophico-anthroposophique.[réf. nécessaire]

### Études
Pendant deux ans von Sivers étudia à Paris (1894/5-1896/7) les arts de la scène chez des professeurs éminents. Elle dut ensuite rentrer à Saint-Pétersbourg, projetait d'entreprendre une carrière de comédienne, mais finalement y renonça.

### Intérêt pour la théosophie
En 1900, von Sivers correspond avec Edouard Schuré. Après avoir lu Les Grands initiés, elle est très impressionnée par son « théâtre de l'âme », dont elle vient de prendre connaissance à travers deux drames Les Enfants de Lucifer et La Sœur gardienne parus ensemble dans un même tome au printemps 1900. 
Elle propose à Schuré de traduire Les Enfants de Lucifer en allemand. 
Par correspondance, elle demande un jour à Schuré ce qu'il pense des sociétés de science spirituelle. 
Schuré lui répond que la meilleure qu'il connaît est la Société théosophique dont il est membre, mais sans en être entièrement satisfait du fait qu'on y minimise de plus en plus la signification du Christ, et cela surtout depuis qu'Annie Besant a publié son ouvrage « La Sagesse antique ».
Cela suscite chez von Sivers le désir d'en savoir davantage au sujet de la Société théosophique. 
C'est ce qu'elle fait en 1900 dès qu'elle arrive à Berlin. À la suite d'une annonce de conférences dans le journal, elle prend contact avec le comte et la comtesse Cay Lorenz et Sophie von Brockdorff, responsables de la loge berlinoise de la Société théosophique.

## Littérature
- Hella Wiesberger, Marie Steiner de Sivers - Une vie pour l'anthroposophie, Editions Anthroposophiques Romandes, Genève 1990.
- Geneviève et Paul-Henri Bideau, Une biographie de Rudolf Steiner, Éditions Novalis, Montesson 1997